# 周恭帝
周恭帝柴宗训（953年9月14日—973年4月6日），原姓郭，五代时期后周皇帝，周世宗郭荣第四子。显德六年（959年）封为梁王。周世宗于同年六月驾崩，他于同月甲午日继位，沿用周世宗年号“显德”。

## 即位
郭宗训即位时，年仅七岁，由符太后垂帘听政，范质、王溥等主持军国大事。郭宗训在位期间，特别重用其父親任命的赵匡胤負責軍事事務。

## 後周滅亡
显德七年（960年）正月元旦，群臣正在朝贺郭宗训时，镇（今河北省正定县）、定（今河北省定州市）两州遣人来报，辽国和北汉合兵南侵。范质命令殿前都點檢赵匡胤率领禁军北上抵御。禁军到达开封东北部的陈桥驿后，突然发动兵变，拥赵匡胤为帝，黃袍加身。赵匡胤回师开封，朝中大臣范质等人被挟迫拜见“新天子”。显德七年，后周恭帝郭宗训禅让帝位于赵匡胤，降封郑王，符太后改称周太后，郭威、郭荣的宗族被迁往房州（今湖北省房县）居住。
同年赵匡胤建立宋朝，改元“建隆”，后周亡。郭宗训在位前后仅六个月。郭荣一族在后周灭亡后，也被恢复原本的柴姓。

## 逝世
宋太祖頒布聖旨優待帝母子，賜柴氏“丹書鐵券”，保柴氏子孫永享富貴，可免除小罪，宽赦大罪，即使有罪不得加刑，若犯十恶不赦则钦赐死于牢中（主要是为了维护贵族的体面，不被当街斩首）。
建隆三年（962年）柴宗训被迁往房陵（今湖北省房县）居住，开宝六年（973年）三月卒于当地，终年仅20岁。赵匡胤“闻之震恸”，「素服發哀，輟朝十日」，谥曰“恭皇帝”，归葬于世宗庆陵之侧。

## 影視形象

### 電視劇
| 年份   | 地區   | 作品                 | 演員   |
| 1994年 | 新加坡 | 《绝代双雄》         | 杨顺捷 |
| 2005年 | 中國   | 《问君能有几多愁》   | 徐嘉伟 |
| 2015年 | 中國   | 《大宋传奇之赵匡胤》 | 杨司晨 |